# PH-metru

PH metru model Beckman M, 1937

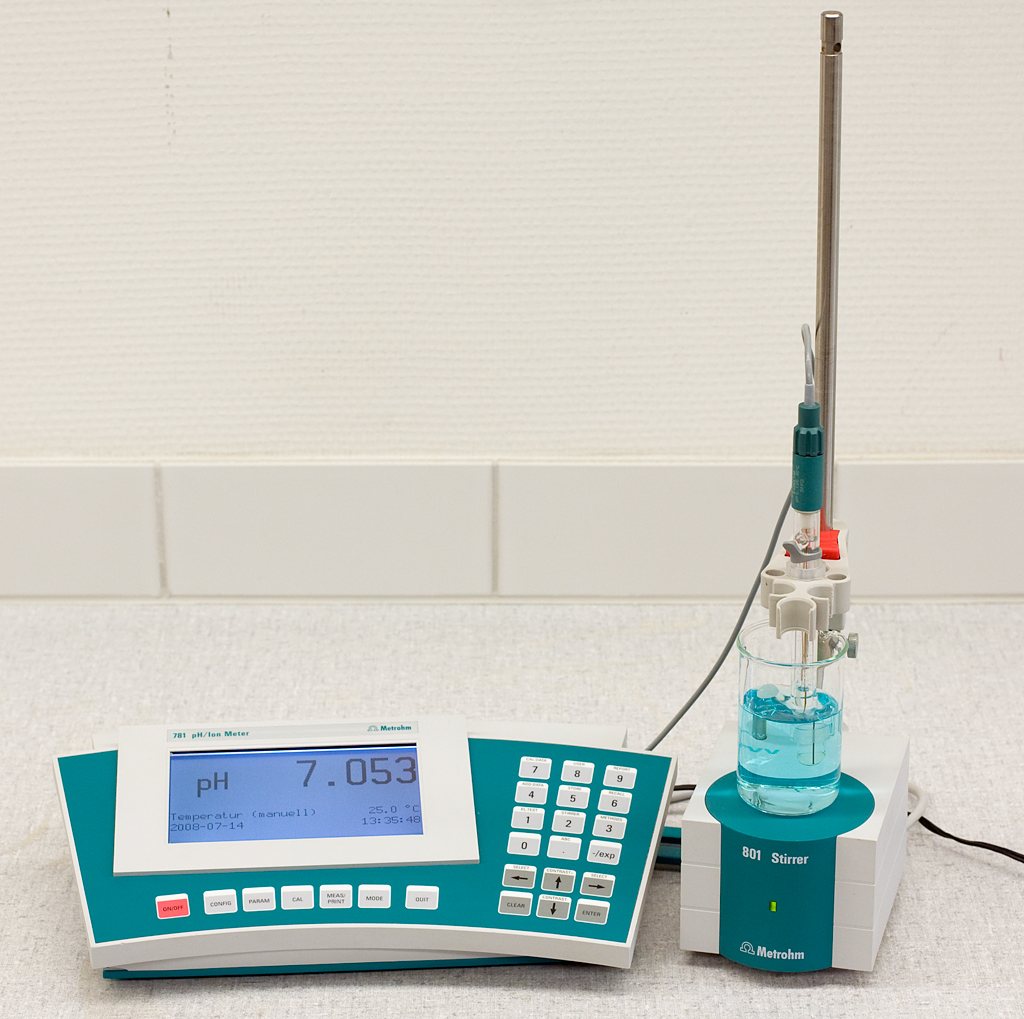
Ph/Ion metru 781 de la Metrohm

Un pH-metru este un instrument științific cu ajutorul căruia se măsoară activitatea ionilor de hidrogen în soluțiile pe bază de apă, care indică aciditatea sau alcalinitatea exprimată ca și pH. Un pH-metru măsoară diferența de potențial electric între un electrod de pH și un electrod de referință, și deci un pH-metru este uneori numit "pH-metru potențiometric". Diferența de potențial electric este asociată cu aciditatea sau pH-ul soluției. PH-metrul este folosit în multe aplicații variind de la experimente de laborator până la controlul calității.)

## Aplicații
Rata și rezultatul reacțiilor chimice care au loc în apă, de multe ori depind de aciditatea apei, și, prin urmare este util să cunoaștem aciditatea apei, măsurată de obicei prin intermediul unui pH-metru. Cunoșterea pH-ului este utilă sau critică în multe situații, incluzând analizele chimice de laborator. pH-metrele sunt folosite în agricultură pentru măsurători ale solului, calității apei pentru furnizarea apei municipale, piscine, refacerea mediului; fabricarea berii sau a vinului; producție, asistență medicală și aplicații clinice cum ar fi chimia sângelui; și multe alte aplicații.
Avansurile în instrumentație și în detecție, au extins numărul de aplicații în care măsurătorile pH-ului pot fi efectuate. Dispozitivele au fost miniaturizate, încât să permită măsurarea directă a pH-ului în interiorul celulelor vii. În plus față de măsurarea pH-ului din lichide, sunt disponibili electrozi concepuți special pentru a măsura pH-ul substanțelor semisolide, cum sunt alimentele. Acestea au vârfuri potrivite pentru a pătrunde în semisolide, au electrozi din materiale compatibile cu ingredientele din produsele alimentare, și sunt rezistente la înfundare.)

## Proiectare și folosire

Folosirea timpurie a unui pH-metru Beckman într-un laborator

### Principiul de funcționare
Ph-metrele potențiometrice măsoară tensiunea dintre doi electrozi, și afișează rezultatul transformat într-o valoare corespunzătoare pH-ului. Acestea cuprind un simplu amplificator electronic și o pereche de electrozi, sau, alternativ, o combinație de electrozi, și un tip de display calibrat în unități pH. De obicei, are un electrod de sticlă și un electrod de referință, sau o combinație de electrozi. Electrozii, sau sondele, sunt introduse în soluția ce urmează a fi testată.
Proiectarea electrozilor este partea cheie: Aceștia sunt de obicei sub formă de tije, realizate din sticlă, cu un sferă care conține senzorul în partea de jos. Electrodul de sticlă pentru măsurarea pH-ului are o sferă de sticlă special concepută pentru a fi selectivă la concentrația ionilor de hidrogen. În momentul scufundării în soluția de testat, ionii de hidrogen din soluția de test, se schimbă cu alți ioni încărcați pozitiv de pe sfera de sticlă, creând un potențial electrochimic pe sferă. Amplificatorul electronic detectează diferența de potențial electric între cei doi electrozi, generată în momentul efectuării măsurătorii, și convertește diferența de potențial în unități pH. Magnitudinea potențialului electrochimic pe balonul de sticlă este liniar corespunzătoare cu pH-ul, conform cu Ecuația lui Nernst.
Electrodul de referință este insensibil la pH-ul soluției fiind compus dintr-un conductor metalic care se conectează la display. Acest conductor este cufundat într-o soluție de electrolit, de obicei clorură de potasiu, care vine în contact cu soluția de testare printr-o membrană ceramica poroasă. Afișajul constă dintr-un voltmetru care afișează tensiunea în unități pH.
La scufundarea electrodului de sticlă și a electrodului de referință în soluția de testare, se creează un circuit electric, în care există o diferență de potențial ce este detectată de voltmetru. Circuitul poate fi considerat că merge de la elementul conductor al electrodului de referință, prin soluția de clorură de potasiu, prin membrana ceramică înspre soluția de test, apoi prin sticla selectivă a ionilor de hidrogen de pe electrodul de sticlă, prin soluția din interiorul electrodului de sticlă spre sârma de argint din electrodul de sticlă, și în cele din urmă prin voltmetrul dispozitivului de afișare. Tensiunea variază de la o soluție de test la alta, în funcție de diferența de potențial creată de diferența în concentrația ionilor de hidrogen de pe fiecare parte a membranei de sticlă, dintre soluția de test și soluția din interiorul electrodului de sticlă. Toate celelalte diferențe de potențial din circuit nu variază odată cu pH-ul și sunt corectate prin intermediul calibrării.
Pentru simplitate, multe pH-metre utilizează o sondă combinată, construită cu electrodul de sticlă și cel de referință aflați într-o singură sondă. O descriere detaliată a electrozilor combinați este dată în articolul despre electrozi de sticlă.
PH-metrul este calibrat cu soluții cu pH cunoscut, de obicei înainte de fiecare utilizare, pentru a asigura precizia de măsurare. Pentru a măsura pH-ul unei soluții, electrozii care sunt folosiți ca și sonde, care sunt scufundate în soluțiile de test și ținuți acolo suficient de mult timp pentru ca ionii de hidrogen din soluția de test să se echilibreze cu ionii de pe suprafața sferei electrodului de sticlă. Această echilibrare oferă o măsurătoare stabilă a pH-ului.

### Proiectarea electrodului pH și a celui de referință
Detaliile de fabricatie și microstructura membranei de sticlă a electrodului pH sunt păstrate ca secrete comerciale de către producători.:125 Cu toate acestea, sunt publicate anumite aspecte de design. Sticla este un electrolit solid prin care ionii metalelor alcaline pot transporta curent. Membrana de sticlă sensibilă la pH, este în general sferică pentru a simplifica fabricarea unei membrane uniforme. Aceste membrane sunt de până la 0,4 mm în grosime, mai groase decât modele originale, astfel încât să confere soliditate sondei. Sticla prezintă funcționalitatea chimică a silicatului pe suprafața sa, care oferă puncte de legătură pentru ionii metalelor alcaline și ionilor de hidrogen din soluții. Acest lucru oferă o capacitate de schimb ionic în intervalul de 10-6 la 10-8 mol/cm2. Selectivitatea pentru ionii de hidrogen (H+) apare la echilibrul sarcinii ionice în volumul necesar față de alți ioni și numărul total al actor alți ioni. Peoducătorii de electrozi au dezvoltat compoziții, care echilibrează corespunzător acești factori, cea mai notabilă fiind sticla de litiu.:113–139
Electrodul de clorura de argint este cel mai frecvent folosit ca și electrod de referință în pH-metre, deși unele modele folosesc electrodul de calomel saturat. Electrodul de clorura de argint este simplu de fabricat și oferă o înaltă reproductibilitate. Electrodul de referință de obicei, constă dintr-un fir de platină, care are contact cu un amestec de argint/clorură de argint, care este cufundat într-o soluție de clorură de potasiu. Există un pin de contact ceramic, care servește ca și element de contact cu soluția de test, oferind rezistență scăzută în timp ce previne amestecarea celor două soluții.:76–91
Cu aceste modele de electrozi, voltmetru detectează diferențe de potențial de ±1400 milivolți. Electrozii sunt în continuare concepuți pentru a se echilibra rapid cu soluția de test, pentru a facilita utilizarea cu ușurință. Timpul de echilibrare este de obicei mai mic de o secundă, deși timpul de echilibrare crește odată cu îmbătrânirea electrozilor.:164

### Întreținere
Din cauza sensibilității electrozilor la contaminanți, curățarea sondelor este esențială pentru acuratețe și precizie. Sondele sunt, în general, mentinute umede atunci când nu sunt utilizate, într-un mediu adecvat pentru respectiva sondă, care este de obicei o soluție apoasă disponibilă de la producătorul sondei. Producătorii de sonde oferă instrucțiuni pentru curățarea și menținerea modelelor lor de sonde. Pentru ilustrare, un producător al pH-metrelor de laborator oferă instrucțiuni de curățare pentru anumiți contaminanți: curatenie generala (15 înmuieri într-o soluție de înălbitor și detergent), sare (soluție de acid clorhidric, urmată de hidroxid de sodiu și apă), grăsime (detergent sau metanol), înfundarea joncțiunii de referință (soluție de KCl), depozite de proteine (pepsină și HCl, soluție 1%), și bule de aer.

### Calibrare și operare
Institutul German pentru Standardizare publică un standard pentru măsurarea pH-ului cu ajutorul pH-metrelor, DIN 19263.
Măsurătorile foarte precise solicită ca pH-metrul să fie calibrat înainte de fiecare măsurare. Mai mult, de obicei, calibrarea este efectuată o dată pe ziua de utilizare. Calibrarea este necesară deoarece electrodul de sticlă nu da un potențial electrostatic reproductubil pe perioade mai lungi de timp.:238–239
În concordanță cu principiile de bună practică de laborator, calibrarea este efectuată cu cel puțin două soluții tampon standard care acoperă intervalul de valori pH ce urmează a fi măsurate. Pentru scopuri generale, soluții tampon de pH 4.00 și pH 10.00 sunt potrivite. PH-metrul are o calibrare de control pentru a seta citirea ca fiind egală cu valoarea primului tampon standard, și un al doilea control care este folosit pentru a regla citirea contorului la valoarea celui de-al doilea tampon. Un al treilea control permite ca temperatura să fie stabilită. Plicuri cu soluții tampon standard, disponibile de la o varietate de furnizori, de obicei documentează , dependența de temperatură a soluției tampon de control. Măsurători mai precise, uneori necesită calibrare la trei valori diferite ale pH-ului. Unele pH-metre au inclusă corecția coeficientului de temperatură, prin termocuplă introduse în sondă. Procesul de calibrare corelează tensiunea produsă de sondă (aproximativ 0.06 volți per unitatea de pH) cu scara pH-metrului. O bună practică de laborator spune că, după fiecare măsurare, sondele trebuie să fie clătite cu apă distilată sau apă deionizată pentru a elimina orice urme de soluție măsurată, șterse cu prosoape fine pentru a absorbi restul de apă care ar putea dilua proba și astfel să altereze citirea, și apoi să fie scufundat într-o soluție de păstrare potrivită pentru tipul respectiv de sondă.

## Tipuri de pH-metre

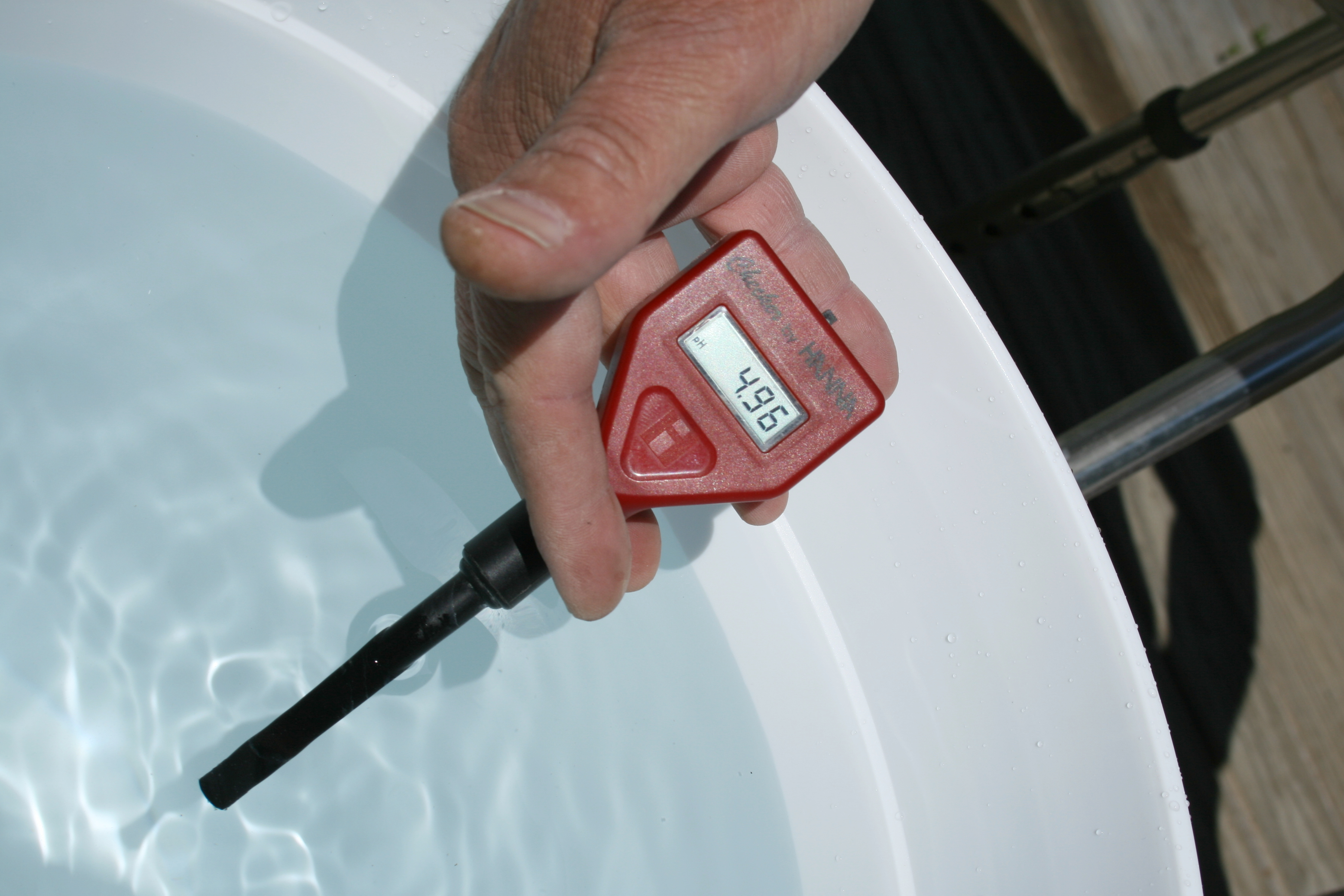
Un pH-metru simplu

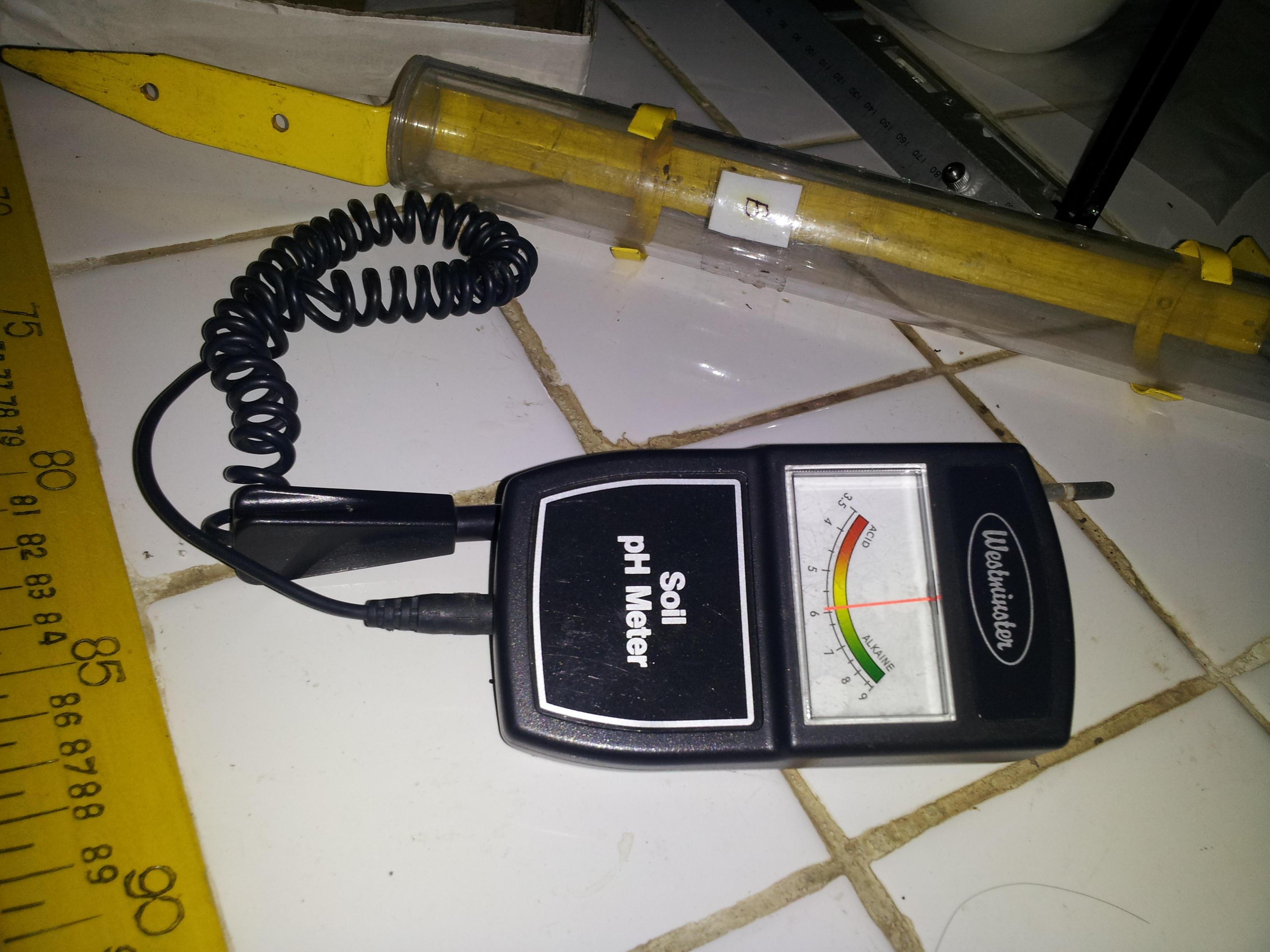
PH-metru pentru sol

PH-metrele variază de la dispozitive ca și creionul, simple și ieftine, la dispozitive complexe și costisitoare cum sunt instrumentelede laborator cu interfețe de calculator și mai multe intrări, pentru ca indicațiile și măsurătorile de temperatură să poată fi introduse pentru a ajusta variația pH-ului cauzată de temperatură. Ieșirea poate fi digitală sau analogică, și dispozitivele pot fi alimentate cu baterii sau să de la rețeaua electrică. Unele versiuni utilizează telemetria pentru a conecta electrozii la dispozitivul de afișare a tensiunii.:197–215
Aparate de măsură și sonde sunt disponibile pentru utilizare în aplicații speciale, cum ar fi în medii dure și microclimate biologice. Există, de asemenea, senzori pH holografici, care permit măsurarea colorimetrică a pH-ului, ceea ce permite utilizarea unei varietăți de indicatori de pH care sunt disponibili. În plus, există disponibile variante comerciale de pH-metre bazate pe electrozi solizi, mai degrabă decât pe electrozii convenționali de sticlă.

## Istoric

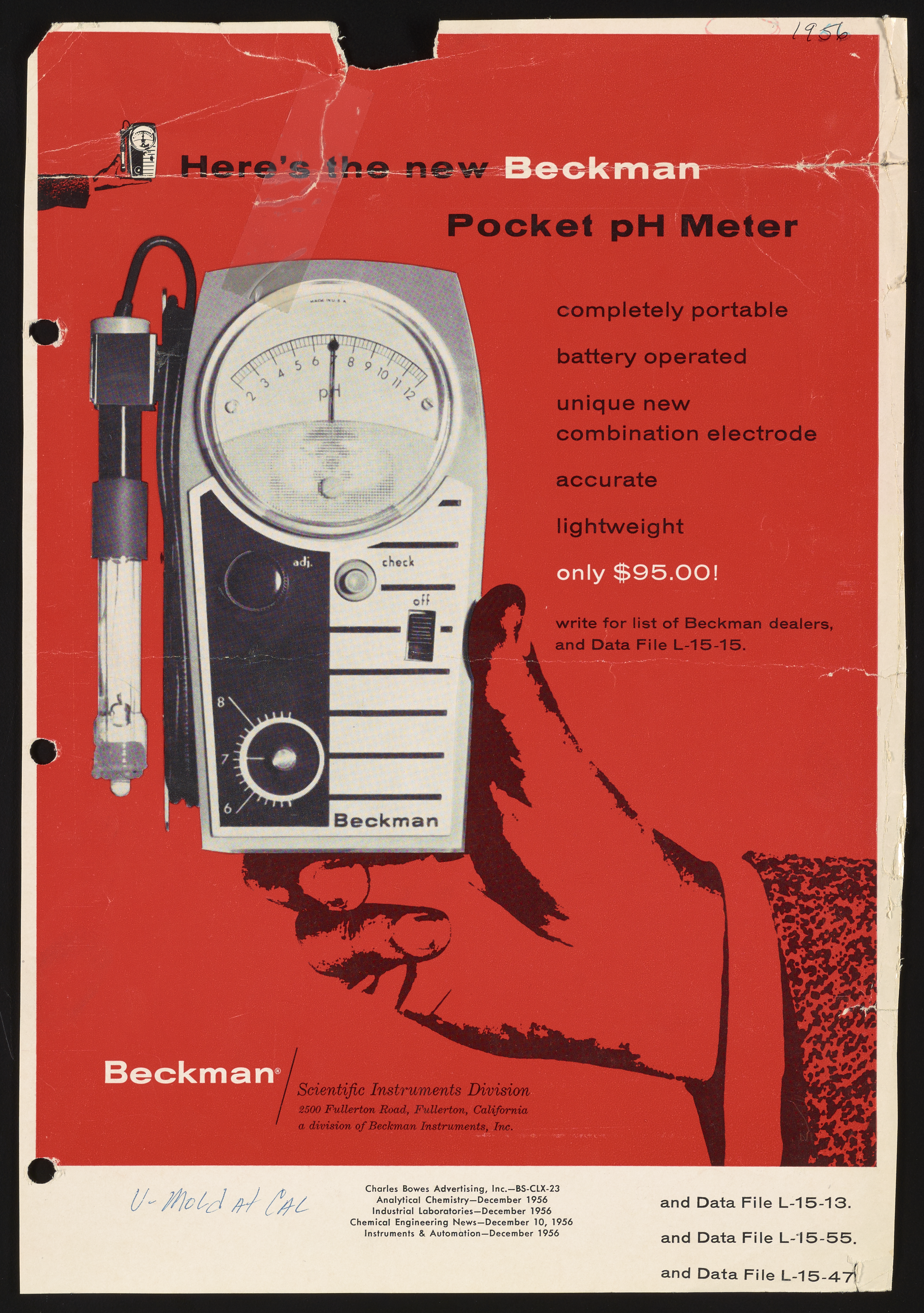
"Aici este noul pH-metru Beckman de Buzunar", 1956

Conceptul de pH a fost definit în 1909 de către S. P. L. Sorensen, iar electrozii au fost folosiți pentru măsurarea pH-ului în anii 1920.
În octombrie 1934 Arnold Orville Beckman a înregistrat primul patent pentru un instrument chimic complet pentru măsurarea pH-ului, U. S. Patent No 2,058,761, pentru "acidimetru", redenumit mai târziu pH-metru. Beckman a dezvoltat prototipul ca un profesor asistent de chimie de la Institutul de Tehnologie din California, atunci când i s-a cerut să elaboreze o metodă rapidă și precisă de măsurare a acidității sucului de lamaie, pentru California Fruit Growers Exchange (Sunkist). Pe 8 aprilie 1935, Beckman a redenumit National Technical Laboratories axate pe fabricarea de instrumente științifice, cu numele Arthur H. Thomas Company, ca și distribuitor pentru pH-metrele lui.:131–135 În primul an de vânzări, 1936, compania a vândut 444 de pH-metre pentru suma de $60.000. În anii următori, compania vândut milioane de unități. În 2004 pH-metrul Beckman a fost desemnat ca și un Reper al Istoriei Chimiei Naționale de către Societatea Chimică Americană, în semn de recunoaștere a importanței sale ca primul pH-metru electrinic comercial de succes.
Radiometer Corporation din Danemarca a fost fondată în 1935, și a început comercializarea unui pH-metru pentru uz medical în jurul anului 1936, dar "dezvoltarea pH-metrelor automate pentru scopuri industriale a fost neglijată. În schimb, producătorii Americani de instrumente au dezvoltat cu succes pH-metre industriale, cu o mare varietate de aplicații, cum ar fi pentru fabrici de bere, prelucrarea hârtiei, prelucrarea aluminiului, și sisteme de tratare a apei."
În 1970 Jenco Electronice din Taiwan a proiectat și fabricat primul pH-metru digital portabil. Acesta a fost vândut sub eticheta Cole-Parmer Corporation.

## Construirea unui pH-metru
Fabrici speciale sunt necesare pentru electrozi, iar detaliile lor de proiectare și construcție sunt de obicei, secrete comerciale.:125 Cu toate acestea, prin achiziționarea electrozilor potriviți, un multimetru standard poate fi utilizat pentru a finaliza construcția unui pH-metru. Cu toate acestea, furnizorii comerciali, oferă voltmetre digitale care simplifica utilizarea, incluzând calibrarea și compensarea temperaturii.

## Legături externe
- Introducere în măsurarea pH-ului – privire de ansamblu asupra pH-ului și măsurarea pH-ului, de la Omega Ingineering
- pH-metru un instrument
- Manualul măsurării pH-ului - O publicație a Thermo-Scientific Co.